# Graafschap Solms-Rödelheim
Solms-Rödelheim was een tot de Boven-Rijnse Kreits behorend graafschap binnen het Heilige Roomse Rijk.
Het graafschap komt ook voor onder de naam Solms-Rödelheim-Assenheim.

## Geschiedenis
Rödelheim is tegenwoordig een stadsdeel van Frankfurt am Main. Omstreeks 1150 is er een burcht in Rödelheim. Koning Rudolf verheft de burcht tot rijksburcht. In 1442 worden de heren van Praunberg met de burcht beleend, maar deze dragen het bezit een jaar later over aan de rijksstad Frankfort en de heerlijkheid Kronberg.
Na het uitsterven van de heren van Kronberg komen hun rechten in 1461 aan het graafschap Solms-Lich. Ook de geschillen met Frankfurt erven de graven van Solms-Lich. Pas in 1569 komt er een vergelijk, waarbij Solms-Lich 3/4 van het dorp Niederrad aan Frankfurt afstaat in ruil voor het ongestoorde bezit van Rödelheim.
Assenheim was sinds 1193 in het bezit van de heren van Münzenberg. Na het uitsterven van de Münzenberger in 1255 komt Assenheim in het bezit van de heren van Falkenstein en de graven van Hanau. De Falkensteiner helft komt na hun uitsterven in 1418 aan de graven van Solms-Lich en de graven van Isenburg. Het Solmser aandeel wordt bestuurd als ambt Wöllstadt.

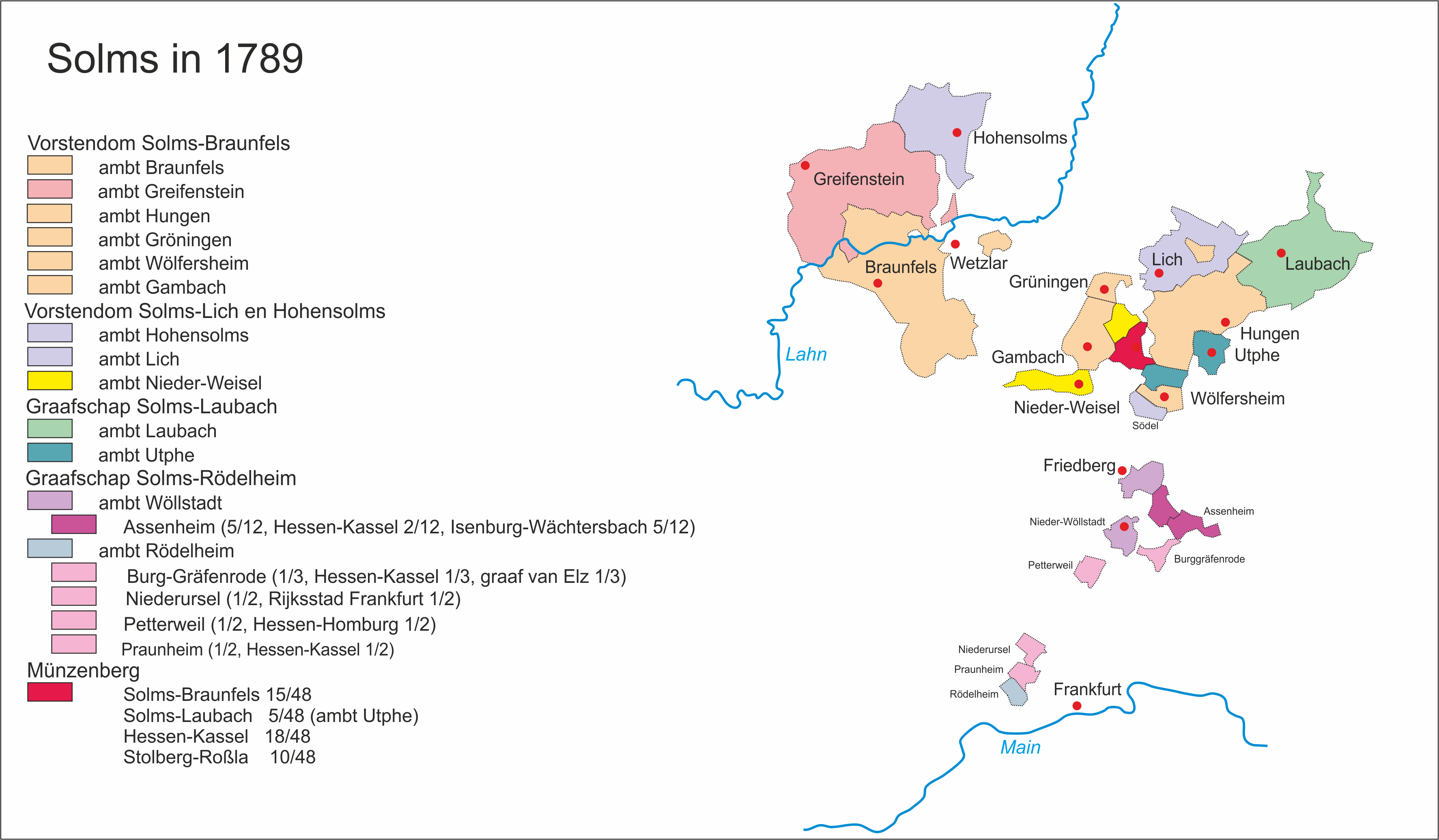
kaart van de landen van Solms in 1789

## Solms-Rödelheim (1607)
Bij de deling van het graafschap Solms-Laubach in 1607 krijgt de oudste broer, Frederik, de heerlijkheden Rödelheim en Assenheim als afzonderlijk graafschap Solms-Rödelheim. Na zijn kinderloze dood in 1635 valt het bezit gedeeltelijk aan de tak Solms-Laubach en gedeeltelijk aan de tak Solms-Baruth. Van Solms-Baruth splitst zich een nieuwe tak Solms-Rödelheim af. Na het uitsterven van Solms-Laubach in 1676 worden de twee Solmser delen van Rödelheim herenigd.
Na de zoonloze dood van Johan Karel Eberhard van Solms-Rödelheim wordt het gebied verdeeld onder zijn twee jongere broers:
- Lodewijk krijgt Rödelheim
- Lodewijk Hendrik krijgt Assenheim (uitgestorven 1722)

Na het uitsterven van Solms-Assenheim in 1722 worden Rödelheim en Assenheim herenigd. Sindsdien wordt de titel gevoerd van graaf van Solms-Rödelheim en Assenheim.
In artikel 24 van de Rijnbondakte van 12 juli 1806 wordt het graafschap onder de soevereiniteit gesteld van het groothertogdom Hessen-Darmstadt: de Mediatisering.
Op 26 september 1806 staat Hessen-Darmstadt het halve ambt Niederursel af aan de vorst-primaat. Hierdoor hoort Solms-Rödelheim-Assenheim later tot de gemediatiseerden binnen het groothertogdom Frankfurt. Na de opheffing van het groothertogdom Frankfurt komt Niederrursel op 3 november 1815 weer onder de soevereiniteit van Hessen-Darmstadt.

## Regenten
| regering        | naam                    | geboren    | overleden  | familie                                |
| --------------- | ----------------------- | ---------- | ---------- | -------------------------------------- |
| 1600/07-1610/35 | Frederik                | 30-11-1574 | 6-9-1635   | zoon van Johan Georg van Solms-Laubach |
| 1632-1680       | Johan August            | 7-6-1623   | 23-11-1680 | zoon van broer                         |
| 1680-1699       | Johan Karel Eberhard    | 4-7-1657   | 5-2-1699   | zoon                                   |
| 1699-1716       | Lodewijk                | 28-9-1664  | 5-12-1716  | broer                                  |
| 1716-1722       | Lodewijk Willem Ernst   | 3-11-1703  | 13-4-1722  | zoon                                   |
| 1722-1778       | Willem (Karel Lodewijk) | 3-2-1699   | 27-8-1778  | zoon van broer                         |
| 1778-1790       | (Johan Karel) Ernst     | 8-5-1714   | 15-1-1790  | broer                                  |
| 1790-1806       | Volrad                  | 6-12-1762  | 5-2-1818   | zoon                                   |